# Kris Statlander
Kristen Stadtlander é uma lutadora profissional americana, mais conhecida pelo ring name Kris Statlander. Além de ser contratada pela All Elite Wrestling, ela atua no circuito independente.
Statlander nasceu em West Islip, Nova York, em Long Island. Depois de trabalhar profissionalmente como dublê, ela começou seu treinamento de wrestling profissional com Pat Buck e Curt Hawkins na Create A Pro Wrestling Academy em Hicksville, Nova York em 2016. Statlander mais tarde se tornou a primeira mulher a se formar na academia.

## Carreira na luta profissional
Statlander fez sua estreia no wrestling profissional em novembro de 2016.
Statlander fez uma aparição pela WWE no episódio de 9 de abril de 2019 do SmackDown Live, juntando-se a Karissa Rivera em uma derrota contra as então campeãs de duplas femininas da WWE Billie Kay e Peyton Royce. No final de junho, ela competiu em uma luta intergênero contra Joey Janela em um evento para a promoção Beyond Wrestling, na qual saiu derrotada.
Statlander fez sua estreia pela All Elite Wrestling (AEW) em 27 de novembro, competindo em uma luta de duplas ao lado de Big Swole contra Riho e Britt Baker no AEW Dark, onde Statlander e Swole foram derrotadas. Em dezembro, a AEW anunciou que Statlander assinou com a promoção. Após sua assinatura, ela derrotou Baker no episódio de 18 de dezembro do AEW Dynamite para se tornar a nº 1 contender para o Campeonato Mundial Feminino AEW . Ela fez sua última aparição para a Create a Pro Wrestling, a promoção em que ela treinou, em 20 de dezembro. Statlander competiu contra Riho pelo título Mundial Feminino da AEW no episódio de 8 de janeiro de 2020 de Dynamite, onde foi derrotada devido às interferências de Brandi Rhodes, Awesome Kong, Mel e o estreante Luther . Ela recebeu mais uma oportunidade de disputar o título no dia 29 de fevereiro de 2020 no Revolution, desta vez contra a nova campeã Nyla Rose, onde foi mais uma vez derrotada.
Em junho, Statlander sofreu uma lesão no LCA durante um episódio de Dynamite.

## Campeonatos e conquistas
- AAW Wrestling
  - Campeonato Feminino AAW ( 1 vez, atual )
- Create A Pro Wrestling
  - Campeonato CAP TV (1 vez) [16]
  - Torneio inaugural do campeonato CAP TV (2019)
- Além da luta livre
  - Torneio de caçador de tesouro (2019) [17]
- IndependentWrestling. televisão
  - Independent Wrestling Championship (1 vez) [18]
- New York Wrestling Connection
  - Campeonato NYWC Starlet (1 vez) [19]
- Pro Wrestling Illustrated
  - Classificada na 100ª posição entre as 100 melhores lutadoras do PWI Female 100 em 2019[20]
- Sports Illustrated
  - Classificada na 6ª posição entre as 10 melhores lutadoras femininas do ano em 2019[21]
- Victory Pro Wrestling
  - Campeonato VPW Feminino (2 vezes) [22]
- Superstars Femininos Unidos
  - Campeonato Mundial WSU (1 vez) [23]
  - Campeonato Mundial Provisório WSU (1 vez) [24]
  - WSU Spirit Championship (1 vez) [25]